# Agim Çeku
Agim Çeku (em bósnio/croata/sérvio: Agim Čeku - Peć, 29 de outubro de 1960) é um político de Kosovo. Foi primeiro-ministro da província sérvia sob administração das Nações Unidas entre 2006 e 2008.

## Vida
Nascido no vilarejo de Peć, no Kosovo (então Iugoslávia, atual Sérvia), Çeku formou-se no Exército de Libertação do Kosovo (UÇK, na sigla em albanês. Ele serviu como oficial no exército croata durante a guerra contra a República Sérvia de Krajina (entidade sérvia que autoproclamou independência da Croácia em 1991, mas sem reconhecimento internacional), foi comandante militar do UÇK durante a Guerra do Kosovo, em 1999. Já sob a administração das Nações Unidas em Kosovo, tornou-se chefe do Corpo de Protecção do Kosovo - uma unidade de policial que absorveu os membros do extinto UÇK e que é considerada pelos albaneses da província como o embrião do futuro Exército do Kosovo.
Em março de 2006, Çeku foi eleito primeiro-ministro de Kosovo pela Assembleia da província. Ele tem mostrado-se declaradamente a favor da independência da região.
Foi sucedido no início de 2008 por Hashim Thaçi.